# O Dia em que a Terra Sorriu

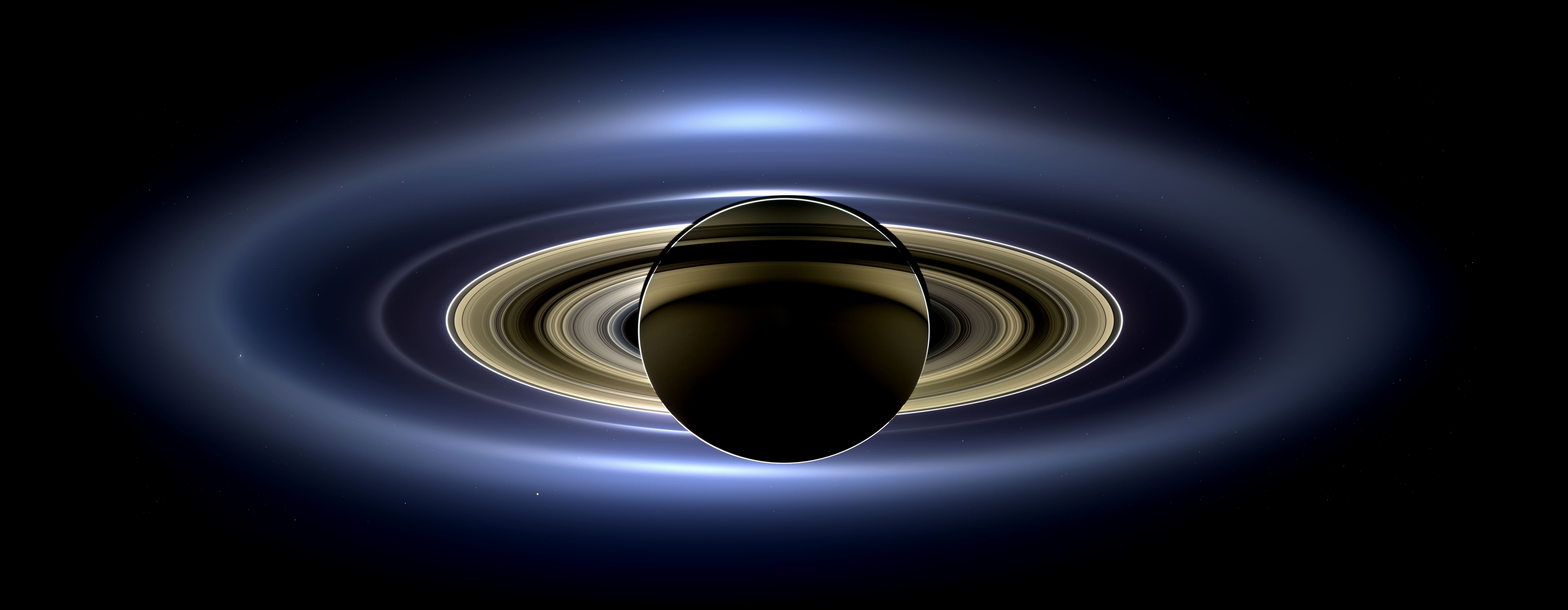
Mosaico completo das imagens feitas pela nave Cassini em 19 de julho, 2013

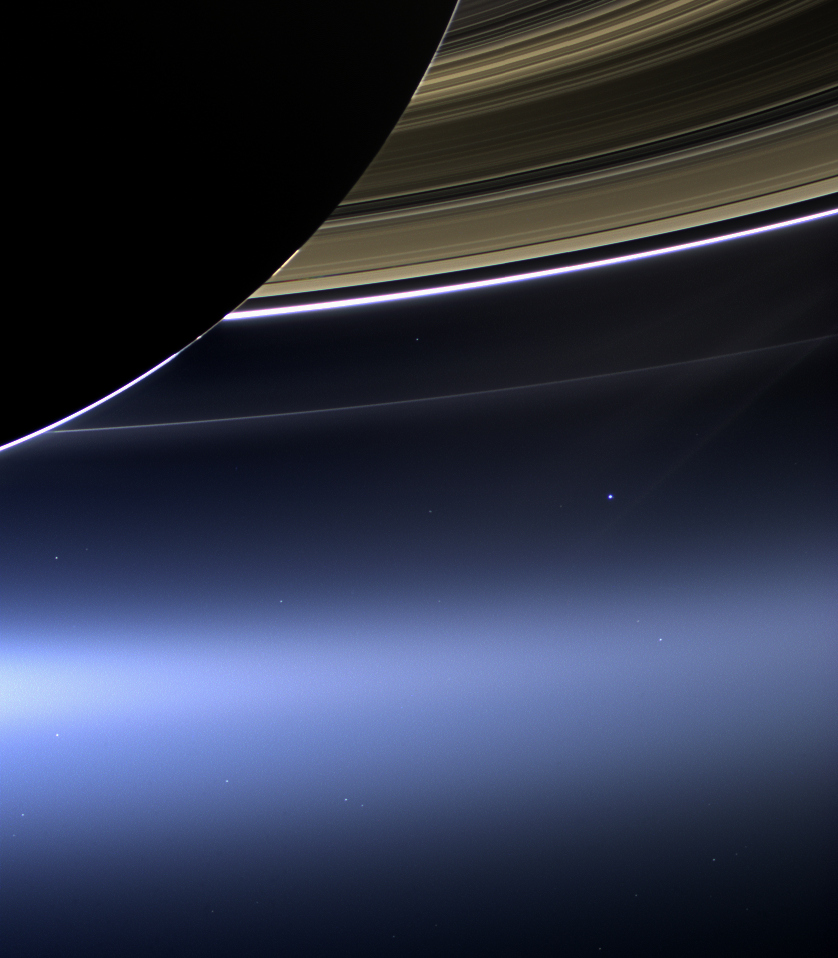
A Terra pode ser vista como um ponto azul sob os anéis de Saturno nesta imagem feita pela nave Cassini em 19 de julho, 2013

Fotomosaico da campanha "Acene para Saturno" da NASA. A colagem inclui cerca de 1600 fotografias tiradas pelo público no Dia em que a Terra Sorriu

O Dia em que a Terra Sorriu é uma referência à data de 19 de julho de 2013, quando o orbitador Cassini se virou para fotografar Saturno, seu sistema de anéis completo, e a Terra durante um eclipse solar, como já feito duas vezes antes (em 2006 e 2012) durante os 9 anos que esteve em órbita até então. O nome também se refere a todas as atividades associadas a este evento. Concebido pela líder de equipe do programa de imageamento e planetóloga Carolyn Porco, o conceito chamava a todo o povo da Terra para refletir sobre o nosso lugar no cosmos, se maravilhar com a vida na Terra, e olhar para o alto e sorrir em celebração na hora em que seriam registradas as imagens. O mosaico final de 19 de julho, processado pelo Laboratório Central para Operações de Imageamento da Cassini (CICLOPS na sigla em inglês), foi divulgado ao público em 12 de novembro de 2013. A fotografia inclui os planetas Terra, Marte, Vênus, e diversos satélites de Saturno. Uma vista em maior resolução mostrando a Terra e a Lua como pontos distintos de luz foi divulgada logo após o 19 de julho.

## Eventos
A sonda Cassini produziu imagens da Terra de mais de um bilhão de quilômetros de distância em 21:27 UTC, 19 de julho, 2013. Diversas atividades foram planejadas para esta ocasião:
- A página The Day the Earth Smiled foi criada como um portal para as atividades associadas ao 19 de julho.[6] Nela, Porco sugere ao mundo que celebre a vida no planeta Terra e as realizações da humanidade na exploração do Sistema Solar.
- A organização Astronomers Without Borders coordenou eventos internacionalmente.[7]
- A NASA chefiou um evento relacionado chamado Acene para Saturno "para ajudar a reconhecer o retrato interplanetário histórico enquanto este estava sendo tirado".[8]
- O concurso "Mensagem para a Via Láctea" está sendo realizado pela companhia de Porco, a Diamond Sky Productions. É um concurso em duas partes: o público pode enviar uma fotografia digital tirada na data de 19 de julho e/ou uma composição musical. As inscrições vencedoras serão transmitidas digitalmente como uma mensagem a extraterrestres, "Via Láctea adentro pelo Radiotelescópio de Arecibo em Porto Rico", a exemplo do que ocorreu em 1974, quando a Mensagem de Arecibo, a primeira comunicação séria para civilizações alienígenas foi transmitida de Arecibo.[9]

## Resultados
Imagens em formato Raw da sonda Cassini foram recebidos na Terra, e duas imagens processadas – uma imagem em alta resolução mostrando a Terra e a Lua, e uma pequena parte do mosaico final mostrando a Terra – foram divulgados ao público dias após a sequência de imageamento de 19 de julho.
O processamento do mosaico completo foi realizado pelo CICLOPS sob a direção de Carolyn Porco durante aproximadamente dois meses. Durante as quatro horas que a Cassini levou para fotografar a cena de 651.590 quilômetros, a sonda capturou um total de 323 imagens, 141 das quais foram utilizadas no mosaico final. A NASA revelou que esta imagem foi a primeira a capturar de uma vez quatro planetas – Saturno, Terra, Marte e Vênus – no espectro de luz visível pela missão. Também foi a primeira vez que o público foi avisado antecipadamente que estava sendo fotografado do sistema solar exterior.
A divulgação oficial pela NASA do mosaico final em 12 de novembro de 2013 foi celebrada pela imprensa mundial. A imagem apareceu na capa do The New York Times no dia seguinte. Figuras públicas como o produtor e animador Seth MacFarlane louvaram a imagem.
A apresentação do mosaico também foi feita por Carolyn Porco, e dedicada ao falecido astrônomo Carl Sagan, em cerimônia na Biblioteca do Congresso Estadunidense honrando a aquisição pela biblioteca dos arquivos de Sagan. Além disso, uma colagem de imagens submetidas por 1.600 membros do público à campanha Wave at Saturn foi divulgada em 12 de novembro.